# Barizo
Barizo (llamada oficialmente San Pedro de Barizo) es una parroquia del municipio de Malpica de Bergantiños, en la provincia de La Coruña, Galicia, España.

## Entidades de población
Entidades de población que forman parte de la parroquia:
- Bareango
- Barizo
- Esteiro
- Seiruga
- Campelo (O Campelo).
- Casa Grande (A Casa Grande).
- O Castro.
- O Pividal (O Pibidal).
- O Picho.
- Porto de Barizo (O Porto de Barizo)
- O Quinteiro.
- A Area Pequena.
- A Costa.
- As Garzas.
- Os Macicos.
- A Pedreira.
- O Relanzo.
- Socampelo.
- Sorealto.
- Os Vilares.

## Demografía
| Gráfica de evolución demográfica de Barizo entre 2000 y 2018 |
|                                                              |
| Población de derecho según el padrón municipal del INE       |